# Становище робітничого класу в Англії
«Станови́ще робітни́чого кла́су в А́нглії» (нім. Die Lage der arbeitenden Klasse in England) —  книга німецького філософа Фрідріха Енґельса, видана 1845 року, що становить собою дослідження індустріального робітничого класу вікторіанської Англії. Твір вважається одним із піонерських у галузі емпіричних соціальних досліджень. У ньому Енґельс покладає відповідальність за зубожіння робітників на економічну політику англійської буржуазії, яку він характеризує як «нестримно жадібну до прибутку», і використовує поняття «соціальне вбивство» для позначення наслідків тяжких умов життя.
Ця праця є першою книгою Енґельса. Оригінально написана німецькою мовою; англійський переклад опубліковано 1887 року. Книга була створена під час перебування Енґельса у 1842–1844 роках у Солфорді й Манчестері — місті, яке було центром індустріальної революції. Після зустрічі  з Енґельсом 1844 року, Карл Маркс прочитав його книгу та був глибоко вражений нею. 
Праця є класичною у сфері індустріальної та міської соціології й названа ЮНЕСКО «шедевром екологічного аналізу». Значної популярності вона набула завдяки поєднанню детальних емпіричних описів із широкими теоретичними узагальненнями й слугує зразком для суспільно-, економічно- та культурно-критичних текстів (зокрема для книги Джорджа Орвелла «Дорога на Віґан-Пірс»). Водночас Енґельс використовував мотиви сучасної йому літератури про пауперизм, найвідомішим представником якої був Чарльз Дікенс (1812–1870).

## Історія написання
Фрідріх Енґельс написав «Становище робітничого класу в Англії» у 1845 році, коли йому було лише 24 роки. Книга стала результатом його дворічного перебування в Англії (1842–1844), куди молодого Енґельса відправив батько — заможний німецький промисловець. Метою поїздки було «вибити з нього радикальні ідеї», адже юнак вже захоплювався соціалістичними та геґельянськими гуртками. Проте Манчестер, серце промислової революції, тільки підсилив революційні переконання Енґельса. Побачивши найгірші наслідки індустріалізації, він вирішив задокументувати реальні умови життя робітників.
У Манчестері Енґельс удень працював клерком на текстильній фабриці Ermen & Engels, а вечорами й у вихідні досліджував робітничі райони міста. Його супутницею в цих походах стала Мері Бернс — ірландка з робітничого класу, з якою Енґельс познайомився та зав'язав стосунки. Мері показала йому найбідніші нетрі Манчестера, зокрема сумнозвісний квартал «Маленька Ірландія», де тулилися тисячі злиденних мігрантів. Енґельс з перших вуст знайомився з побутом робітників: відвідував їхні оселі, слухав розповіді про довгі робочі зміни, низьку платню, хвороби та голод. Він бачив квартали, де середня тривалість життя ледве сягала 28 років, і був вражений масштабом злиднів і страждань у найбільш індустріалізованому місті світу.
Зібравши величезний масив матеріалів (особистих спостережень, газетних статей, офіційних доповідей парламентських комісій) Енґельс узявся за написання книги. Восени 1844 року він повернувся додому в Німеччину (місто Бармен) і там, «під пильним оком батьків», у стислі строки завершив рукопис. У квітні 1845 року книга німецькою мовою  вийшла друком у Лейпцигу. Енґельс присвятив її «робітничому класу Великої Британії», пояснюючи у вступі свою мету: «я прагнув побачити вас у ваших власних домівках, спостерігати буденне життя, почути про ваші скарги та бути свідком ваших змагань». Він сподівався, що відвертий опис англійських реалій стривожить і німецьку публіку. Звертаючись передусім до німецьких буржуа, Енґельс намагався застерегти їх, що той шлях «laissez-faire», яким пішла Англія, веде до соціальної катастрофи, і закликав обрати натомість соціалістичні перетворення.

## Зміст й основні ідеї

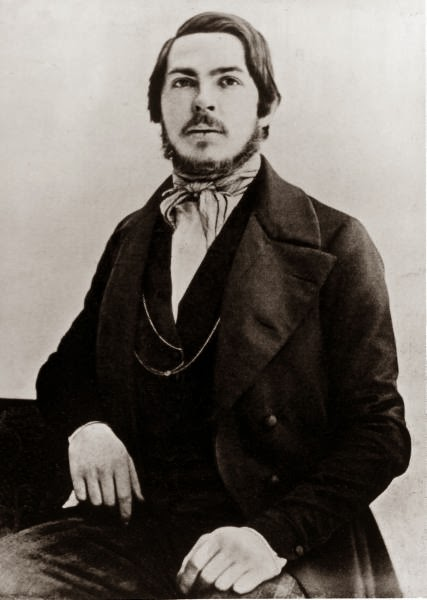
Фрідріх Енґельс у 1840-ві роки, коли була написана книга

«Становище робітничого класу в Англії» стало першою великою працею Енґельса й одним із перших у Європі систематичних досліджень становища пролетаріату. Книга починається з яскравого опису індустріальних міст Англії 1840-х років. Енґельс описує індустріальні райони Лондона та Манчестера, акцентуючи на надзвичайно важких умовах життя: поширеній антисанітарії, злиднях і високій захворюваності. Він докладно описує нетрі з аварійними житловими будівлями, де люди проживають у вкрай незадовільних умовах. Особливу увагу автор приділяє Манчестеру — місту, поділеному за класовою ознакою: заможні райони свідомо відгороджені від робітничих, аби багатії «ніколи бачили ті жахливі умови, в яких живуть бідняки».

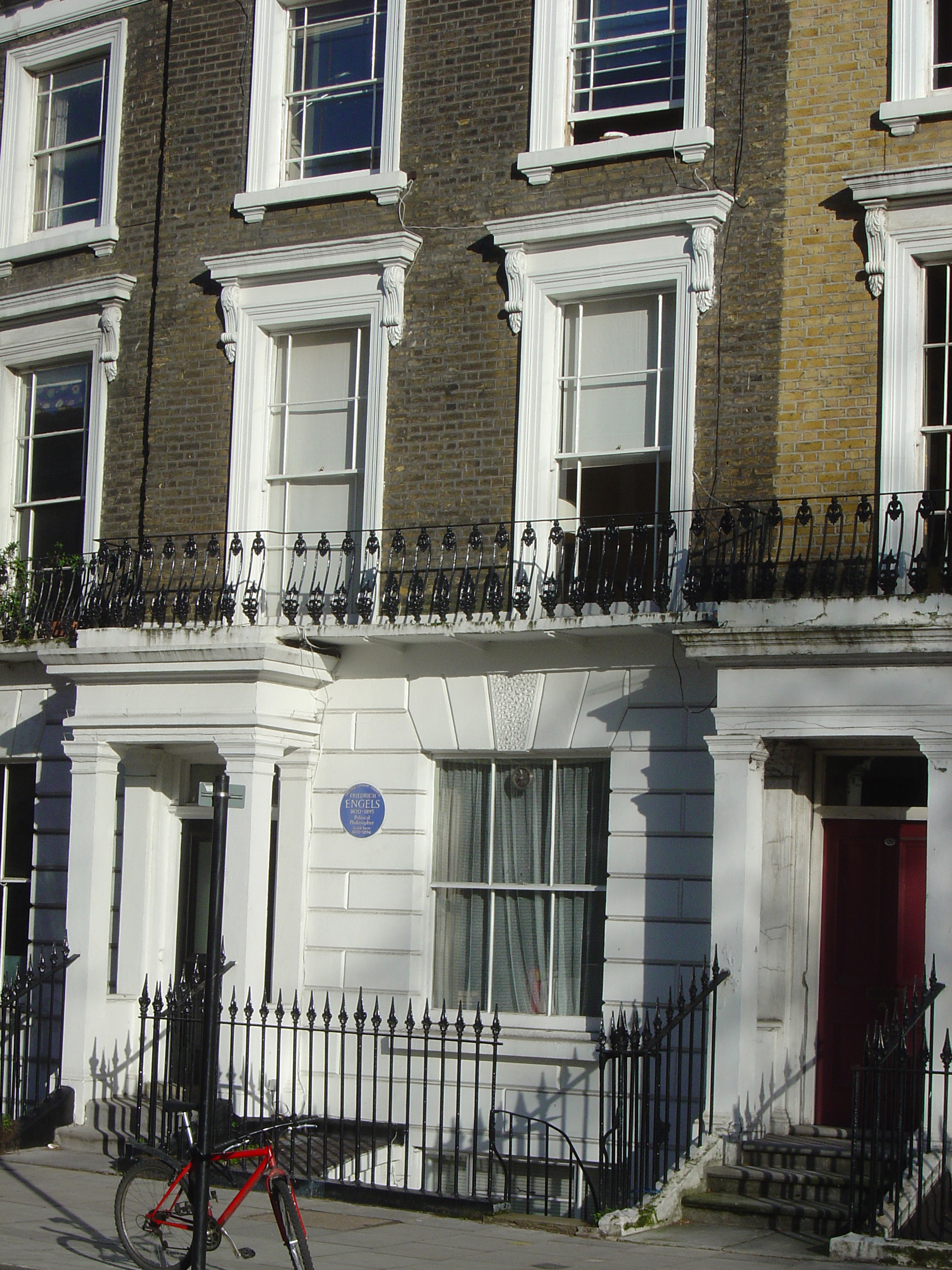
Домівка Енґельса у Прімроуз-гілл, Лондон

Енґельс відверто показує, що промислова революція принесла не лише технічний прогрес, а й масові страждання. Він наводить численні факти та статистику: низькі зарплати, виснажливий 14-годинний робочий день, високу дитячу смертність, епідемії тифу і холери в переповнених кварталах. У 1842 році в Англії налічувалося 1,43 млн жебраків; величезна частка населення жила на межі виживання. При цьому Енґельс наголошує, що капіталісти збагачуються коштом цієї злиденної праці. Він робить висновок, що капіталістичне суспільство будує свій добробут на зубожінні робітничого класу, прирікаючи його на страждання і тим самим неминуче штовхаючи до боротьби. Книга сповнена гнівного пафосу: автор називає становище трудящих «соціальною війною», яку буржуазія веде проти бідних. 
Енгельс поєднує репортажні описи з аналізом суспільних причин бідності. Він простежує, як поява фабрик створила пролетаріат, повністю залежний від продажу власної праці. Енґельс пояснює, що конкуренція між підприємцями змушує їх платити робітникам якомога менше і вичавлювати з них якомога більше праці. Він описує механізм, який пізніше Маркс назве «армією резерву праці»: капіталіст загрожує звільненням і наймом когось із маси безробітних, щоб змусити працівників працювати більше за ті самі гроші. Наявність значної кількості безробітних (особливо серед іммігрантів-ірландців) дозволяє утримувати зарплати на мінімумі, створюючи порочне коло бідності для всього класу. Енґельс також викриває ілюзію «вільної угоди» між робітником і працедавцем: формально робітник вільний, але фактично змушений продавати себе.
Енґельс наводить звіти парламентських комісій, цитує медичні доповіді про стан здоров'я робітників, описує конкретні випадки з життя сімей. Разом з тим, виклад зрозумілий широкому колу читачів, місцями сатиричний і саркастичний. Сучасні дослідники відзначають, що «флюентність викладу, особистісність інсайтів та їдка сатира роблять цю працю класичною — вона дає історичну картину життя жертв раннього промислового перевороту, яку художньо доповнюють романи Дікенса чи Ґаскелл». Енґельсова книга тала важливим свідченням соціальних умов епохи, що відображала масштаби експлуатації та суперечності капіталістичної системи. 
Енґельс розглядав робітничий клас не лише як стражденну жертву, а як революційну силу. Описуючи численні стихійні бунти та страйки (наприклад, загальний страйк чартистів 1842 року), він називає пролетаріат носієм майбутніх змін. У фіналі книги простежується думка, що тільки класова боротьба і завоювання політичної влади робітниками покладуть край їхнім стражданням. Ця ідея стала одним із фундаментів марксизму: як згадував сам Енґельс, його книга показала, «наскільки далеко він сам дійшов у розумінні історичної ролі пролетаріату, ще до спільної роботи з Марксом». Зі спостережень в Англії Енґгельс зробив радикальний висновок: пролетарська революція є необхідною, аби звільнити і сам робітничий клас, і все суспільство від пут капіталу.

## Критика
У 1845 році європейська публіка була приголомшена фактами, наведеними молодим автором-«інсайдером» про «темний бік» британської промислової могутності. Проте загалом у буржуазній пресі Німеччини з'явилося лише кілька стриманих рецензій. Для консервативних кіл викриття Енґельса були неприємними. У самій Великій Британії книга спершу залишилася майже непоміченою: вона була написана німецькою і не перекладалася англійською більше 40 років. Лише після того, як у 1880-х роках в Англії та Америці зародився новий соціалістичний рух, з'явився і переклад. Перше англомовне видання побачило світ у США (1886), а в 1892-му сам Енґельс підготував видання у Лондоні.
Реакція робітничих та соціалістичних діячів, котрі ознайомилися з працею Енґельса, загалом була схвальною. Карл Маркс, близький друг і соратник Енгельса, високо оцінив книгу. Через майже 20 років після виходу, перечитавши її знову, Маркс захоплено писав Енгельсу: «Яка сила, яка проникливість і пристрасть вели тебе під час роботи над нею… Твої теорії буквально відчуваються як тверді факти». Маркс використовував багато наведених Енґельсом даних при написанні «Капіталу», а окремі економічні ідеї книги (наприклад, про конкуренцію і зниження заробітної плати) лягли в основу марксистської економічної теорії.
У передмові 1892 року Енгельс визнавав, що з часу першого видання багато чого змінилося: промисловість вступила у «період відносного добробуту 1850–1860-х років», і найзлиденніші нетрі Манчестера зразка 1840-х частково зникли. Проте він наголошував, що загальні закони капіталізму нікуди не поділися, просто набули нових форм. Наприклад, британський робітничий клас отримав деяке поліпшення умов, зокрема за рахунок жорсткішої експлуатації колоній та появи верхівки кваліфікованих робітників, лояльних до буржуазії. На схилі життя Енґельс з гіркотою називав англійських робітників «обуржуазненими», маючи на увазі, що частина з них перейняла дрібнобуржуазні звички і втратила революційний запал.
В академічних колах XX століття ставлення до книги Енґельса було різноманітним. З одного боку, її визнавали цінним історичним документом і класикою соціології. Низка істориків підтверджували, що описи Енґельса загалом достовірно відображають 1840-ві роки в Англії. Економісти назвали феномен стагнації життєвого рівня в 1800–1840-х «павзою Енґельса», підкреслюючи, що в цей період промислове виробництво зростало, а реальні зарплати — ні. З іншого боку, у період Холодної війни деякі західні дослідники скептично ставилися до висновків Енґельса, вважаючи їх ідеологічно упередженими. Деякі критики завважували, що Енґельс перебільшив масштаб неминучої кризи, передбачаючи швидкий занепад капіталізму, тоді як англійська економіка продовжувала розвиватися ще тривалий час. У XXI столітті, на фоні нових глобальних криз, праця Енґельса знову привернула увагу: сучасники відзначають її «дивовижну актуальність». Багато описаних явищ — злиденні нетрі, дитяча праця, прірва між багатими та бідними — досі існують у різних куточках світу.

## Вплив
«Становище робітничого класу в Англії» мало величезний вплив на розвиток робітничого руху і суспільствознавства. Книга істотно вплинула на формування марксизму. Саме завдяки праці Енґельса Маркс отримав багатий фактичний матеріал про класове розшарування та експлуатацію у розвиненій промисловій країні. У 1848 році Маркс і Енгельс разом опублікують «Маніфест комуністичної партії», де відшліфують ідеї класової боротьби, багато в чому спираючись на факти, зібрані Енґельсом у Манчестері.
Праця Енгельса істотно вплинула на робітничий рух у Європі. Після перевидання англійською (1892) вона стала настільною книгою для багатьох соціалістів у Великій Британії та США. Енґельс сам сподівався, що цей твір допоможе спрямувати британський соціалізм у більш революційне русло, відійти від надто поміркованих ідей фабіанців. І справді, лідери Соціал-демократичної федерації, незалежної лейбористської партії на межі XIX–XX ст. цитували дані про страшні умови праці з книги Енґельса як обґрунтування необхідності соціальних реформ. В Російській імперії книга також здобула популярність серед народників і марксистів. Володимир Ленін називав Енґельса «найпрекраснішим ученим та вчителем сучасного пролетаріату у всьому цивілізованому світі» після Карла Маркса. Згадуючи про «Становище робітничого класу в Англії», Ленін завважив, що «Енґльс перший сказав, що пролетаріат не тільки страдницький клас; що саме те ганебне економічне становище, у якому перебуває пролетаріат, нестримно штовхає його вперед і змушує боротися своє кінцеве визволення. А пролетаріат, що бореться, сам допоможе собі».
Вплив книги відчутний і в розвитку суспільних наук. Низка оглядачів вважає Енґельса одним з перших соціологів-дослідників: за десятиліття до Чарльза Бута чи Макса Вебера він здійснив польове дослідження умов життя міського населення. Його метод — поєднання особистого спостереження, інтерв'ю та аналізу статистики — передував народженню сучасної соціології і соціальної антропології. Звіт Енґельса стимулював подальші дослідження промислових міст; наприклад, в Англії кінця XIX ст. з'явилися численні дослідження про бідність у Лондоні, які йшли слідом за питаннями, піднятими у «Становищі…». У сфері міської політики книга висвітила проблему нетрів і суспільної гігієни, що згодом сприяло руху за оздоровлення міст (ухвалення законів про санітарію, житлових реформ). 